# Walter Wilz
Walter Wilz (* 20. Oktober 1937 in Seligenstadt; † 1983 in München) war ein deutscher Schauspieler.

## Leben
Wilz hatte nach dem Besuch der Schauspielschule an Bühnen in Berlin (beispielsweise am Renaissancetheater), München, Hamburg und Frankfurt am Main gespielt.
1958 holte ihn der Regisseur Fritz Umgelter mit einer kleinen Rolle in seinem Fernsehsechsteiler So weit die Füße tragen erstmals vor die Kamera.
Einige Monate darauf debütierte Wilz auch beim Kinofilm. Dort erhielt er bis 1966 regelmäßig eine Reihe von Nebenrollen. Wilz spielte meist unauffällige, handfeste und schnörkellose Männer seiner Zeit, bisweilen etwas rotzig und nassforsch in Auftritt und Habitus. 1968 erhielt er eine der Hauptrollen in der Abenteuerserie Schatzsucher unserer Tage und 1969 die Hauptrolle in dem Fernsehkrimi-Zweiteiler Bitte recht freundlich, es wird geschossen. In den frühen 1970er Jahren verschwand er von Bildschirm und Kinoleinwand.
1983 beging er im Münchner Stadtwald Suizid.

## Filmografie
- 1959: So weit die Füße tragen (Fernseh-Sechsteiler)
- 1959: Der Engel, der seine Harfe versetzte
- 1959: Das Nachtlokal zum Silbermond
- 1959: Gitarren klingen leise durch die Nacht
- 1959: Der Frosch mit der Maske
- 1960: Himmel, Amor und Zwirn
- 1960: Kein Pardon nach Mitternacht (Den sidste vinter)
- 1960: Wegen Verführung Minderjähriger
- 1960: Fabrik der Offiziere
- 1961: Geheime Wege (The Secret Ways)
- 1961: Nur der Wind
- 1961: Verdammt die jungen Sünder nicht (Morgen beginnt das Leben)
- 1961: Immer wenn es Nacht wird
- 1962: Mr. Pim möchte nicht stören (TV)
- 1963: Das Kriminalmuseum – Die Nadel (TV)
- 1963: Haus der Schönheit (TV)
- 1963: In einer fremden Stadt (TV)
- 1964: Die Zeit der Schuldlosen
- 1964: Schaufensterpuppen (TV)
- 1965: Das Leben meines Bruders (TV)
- 1966: Lange Beine – lange Finger
- 1966: Winnetou und sein Freund Old Firehand
- 1966: Die fünfte Kolonne (Fernsehserie) – Stahlschrank SG III
- 1967: Carmen-Baby (Carmen, Baby)
- 1967: Mein Freund Harvey (TV)
- 1967: Interpol (TV-Filmreihe): …geborene Lipowski
- 1967: Ein kleines Fest (TV)
- 1967: Landarzt Dr. Brock (Fernsehserie) – Das Findelkind
- 1968: Schatzsucher unserer Tage (Fernsehserie)
- 1969: Bitte recht freundlich, es wird geschossen (TV)
- 1970: Die Hand im Mund (TV)
- 1970: Auftrag: Mord ! (TV)
- 1970: Birdie
- 1970: Polizeifunk ruft (Fernsehserie) – Gefährliche Begegnung
- 1971: Kolibri (TV)
- 1971: Die Halsbandaffäre (TV)
- 1974: Die Fälle des Herrn Konstantin (Fernsehserie) – Beate Schweitzer/Frau Hütte
- 1975: Terra Africa – Aussterbende Kulturen (Fernsehserie)